# William Turner (Naturforscher)
William Turner (* um 1510 in Morpeth, Northumberland; † 7. Juli 1568 in London) war ein englischer Arzt, Geistlicher und Naturforscher.

## Leben und Wirken
Turner ist vermutlich ein Sohn seines gleichnamigen Vaters, einem Gerber. Unterstützt durch Thomas Wentworth begann er seine Ausbildung am Pembroke College in Cambridge und erhielt so vorherrschende Ausbildung für einen Ministerialbeamten seiner Zeit. 1529/30 erwarb Turner den Grad eines Bachelor of Arts (B.A.). 1531 wurde er „Fellow“ des Colleges und 1532 „Junior Treasurer“. 1533 graduierte Turner zum Master of Arts (M.A.) und wurde 1538 Pembroke’s „Senior Treasurer“.
Am  13. November 1540 heiratete Turner Jane Alder, eine Tochter des Cambridger Aldermans George Alder. Mit ihr hatte er den Sohn Peter (1542–1614) sowie die Töchter Winifred und Elizabeth.
Die Ehe erwies sich allerdings nach einem 1539 verabschiedeten Gesetz als ungültig, wenn einer der beiden Eheleute zum Zeitpunkt der Schließung des Ehevertrages bereits ein Keuschheitsgelübde bzw. Ehelosigkeit gelobt hatten. Die Diözesan Register des Bischofs von Ely beinhalten Aufzeichnungen über eine Anhörung in der im Februar 1541 ein Annulierungsverfahren gegen die Ehe zwischen William Turner und Joan Alder eingeleitet wurde. Turner war, so bestätigten es drei Zeugen, darunter der künftige Bischof John Ponet, bereits zu Ostern 1535 bzw. 1536, die Zeugenaussagen sind an dieser Stelle mehrdeutig, zum Diakon geweiht worden, eine Weihe, die ihn zur Ehelosigkeit verpflichtete.
Turner war in Cambridge in Kontakt mit einflussreichen Gelehrten gekommen, darunter George Folbery, dem Lehrer von Henry Fitzroy dem illegitimen Sohns von Heinrich VIII. und Herzogs von Richmond, aber auch Hugh Latimer und anderen frühen Reformern, so dass er sich religiös in Richtung der neuen reformatorischen Bewegung orientierte. Seit 1536 begann er zu predigen und geriet zunehmend mit Vertretern der Katholiken, allen voran Stephen Gardiner, in Konflikt. Auch zeigte er eine deutliche Ablehnung des Zölibats in seinen Schriften, eine Haltung die zeitweilig der propagierten Meinung des Königs zu entsprechen schien. Die Ehe mit Joan Alder fiel in diese Zeitphase und wurde zum Problem, als der König seine Haltung änderte. Gleichzeitig mit dem Sturz Cromwells kam es zunehmend zur Verfolgung der Protestanten, Turner wurde die Lizenz zum Predigen entzogen und er wurde kurzzeitig inhaftiert.
Da ein Verstoß gegen sein Gelübde mit der Todesstrafe belegt werden konnte und auch, weil Turners reformatorische religiöse Auffassung zunehmend Aufsehen erregte, floh er mit seiner Frau auf den europäischen Kontinent.
Turner verließ England im Februar 1541. Er reiste rheinaufwärts bis nach Norditalien, wo er sich in Ferrara niederlies. Dort oder in Bologna erwarb er den Titel eines Doktors der Medizin (M.D.). Etwa nach einem Jahr Aufenthalt in Italien reiste er über Mailand, Como und Chiavenna in Richtung Schweiz. Turner passierte den Splügenpass nach Chur. Bei seinem Aufenthalt in Zürich traf er mit Conrad Gessner zusammen. Über Basel kehrte Turner ins „Rheinland“ zurück, wo er einige Monate in Bonn und Köln verbrachte. Von 1546 ab bis etwa 1547 war Turner der Arzt von Anna von Oldenburg, der Gräfin von Ostfriesland. Während dieser Zeit lernte er Jan Łaski kennen. Nach der Thronbesteigung von Eduard VI. kehrte Turner nach England zurück.
Turner wurde Arzt und Hilfskaplan von Edward Seymour, dem Lordprotektor des jungen Eduard VI. Von 1547 bis 1552 war er Member of Parliament für Ludgershall. Am 12. Februar 1550 wurde Turner Pfründner von Botevant des York Minster. Seine Versuche Propst des Oriel Colleges oder Präsident des Magdalen Colleges in Oxford zu werden scheiterten. Am 24. März 1551 erhielt Turner vom König das Dekanat von Wells. Erst am 21. Dezember 1552 wurde er von Bischof Nicholas Ridley ordiniert. Nach der Thronbesteigung von Maria I. im Juli 1553 musste Turner England wieder verlassen. 1555 wurden seine Schriften in England erneut verboten.
Von 1553 bis 1558 lebte er in Weißenburg im Nordelsass.
Sein 1544 veröffentlichtes Werk Avium praecipuarum, quarum apud Plinium et Aristotelem mentio est, brevis et succincta historia ist das erste Buch, das ausschließlich Vögeln gewidmet ist. Turner beschreibt darin nicht nur die Arten, die schon von Aristoteles und Plinius erwähnt wurden, sondern weitere, die er selbst beobachtet hat.
Zwei Tage nach seinem Tod wurde Turner in St. Olave bestattet.

## Ehrungen
Charles Plumier benannte ihm zu Ehren die Gattung Turnera der Pflanzenfamilie der Safranmalvengewächse (Turneraceae). Carl von Linné übernahm später diesen Namen.

## Schriften (Auswahl)

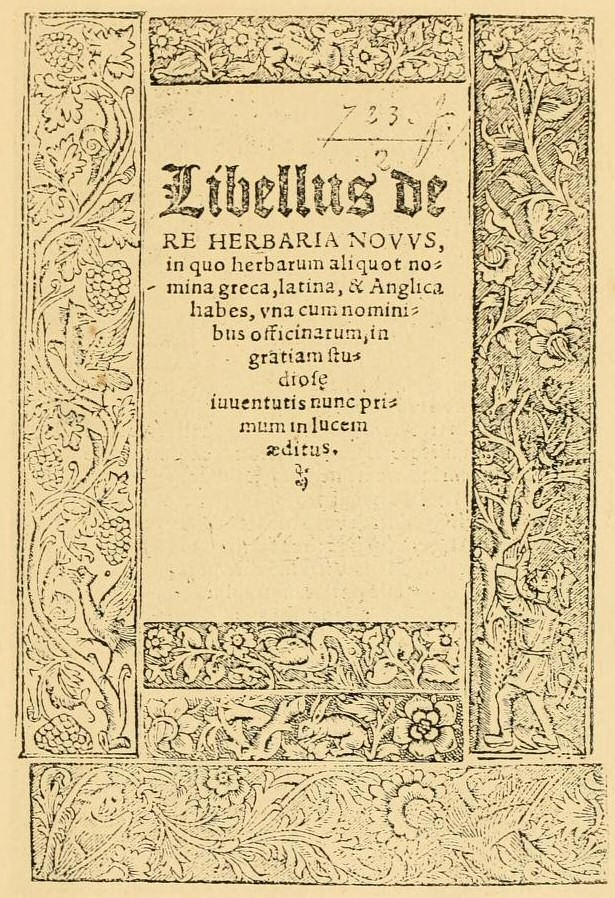
Titelseite Libellus de re herbaria (Nachdruck von 1877)

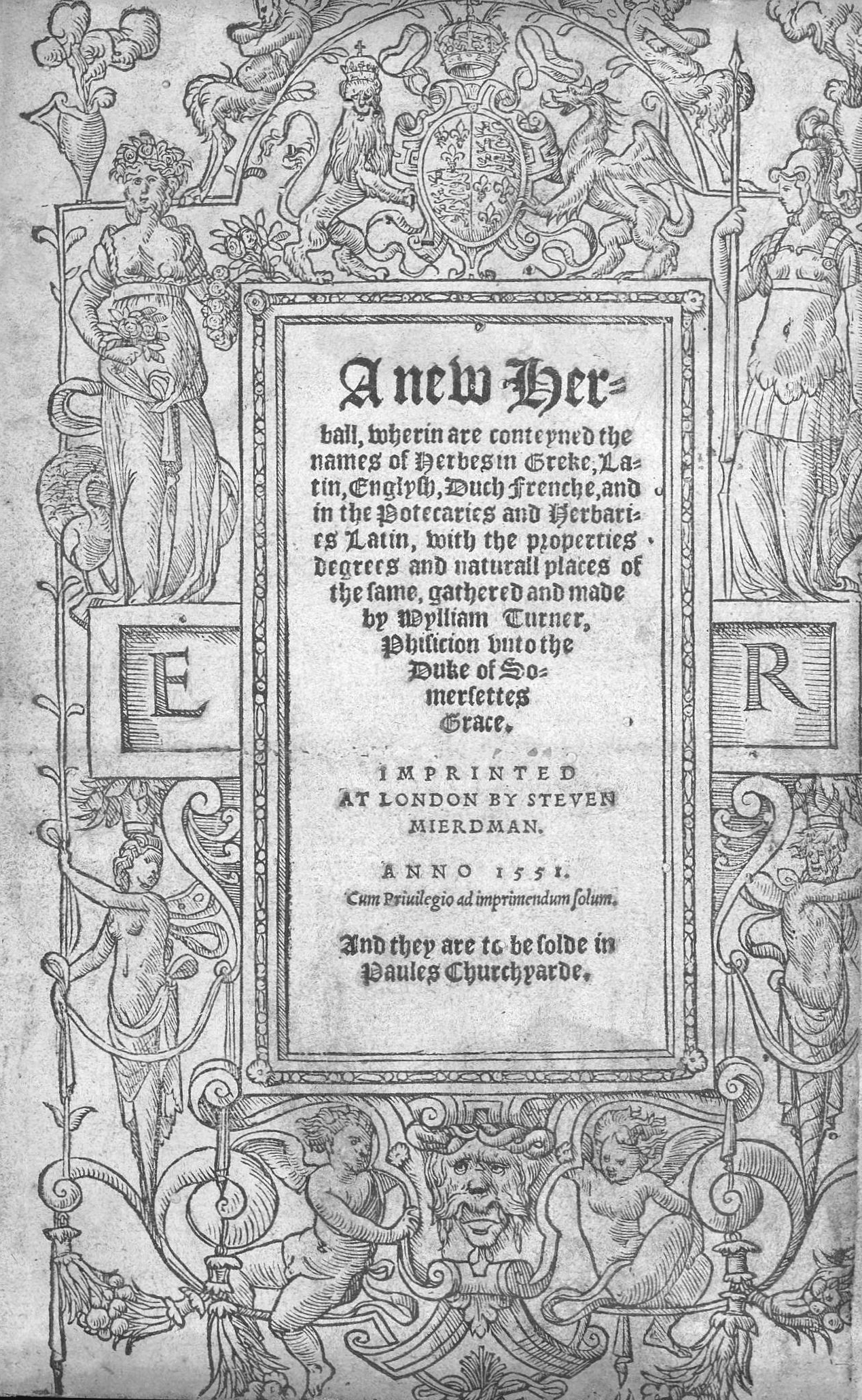
Titelseite des ersten Teils von A new herball (1551)

- A comparison betwene the olde learnynge and the newe. James Nicolson, Sowthwarke 1537 (Volltext) – von Urbanus Rhegius, Übersetzung aus dem Lateinischen.
- Libellus de re herbaria. John Byddel, London 1538 (Digitalisat) – unvollständig.
  - London 1877 (Digitalisat) – Reprint herausgegeben von Benjamin Daydon Jackson.
  - Mats Ryden, Hans Helander, Kerstin Olsson (Hrsg.): William Turner, Libellus de re herbaria novus 1538: Edited with a translation into English. Uppsala 1999, ISBN 91-630-8620-4.
- The huntyng and finding out of the romish fox. L. Mylius, Bonn 1543 (Volltext) – unter dem Pseudonym William Wraghton.
  - Reprint: John W. Parker, London 1851 (Digitalisat, Volltext) – herausgegeben von Robert Potts.
- Avium praecipuarum, quarum apud Plinium et Aristotelem mentio est, brevis et succincta historia. Johann Gymnich, Köln 1544 (Digitalisat).
- Dialogus de avibus, et earum nominibus Graecis, Latinis, et Germanicis. Köln 1544 (Digitalisat) – von Gilbert de Longueil, als Herausgeber.
- The rescuynge of the romishe fox. Laurenz von der Meulen, Bonn 1545 (Digitalisat, Volltext).
- The sum of diuinitie. London 1548 (Volltext) – Vorwort.
- The names of herbes. John Day and William Seres, London 1548 (Digitalisat, Volltext).
  - James Britten (Hrsg.): The names of herbes, A.D. 1548. N. Trübner, London 1881 (Digitalisat).
- A new dialogue wherin is conteyned the examination of the messe […]. W. Hill, London 1548 (Volltext)
- A perseruatiue, or triacle, agaynst the poyson of Pelagius. London 1551 (Digitalisat, Volltext).
- A new herball. 3 Teile, 1551–1568.
  - A new herball. Steven Myerdman, London 1551 (Digitalisat).
  - The seconde part of Vuilliam Turners herball. Arnold Birckman, Köln 1562.
  - The first and seconde partes of the herbal of William Turner […] lately ouersene, corrected and enlarged with the thirde parte […]. Arnold Birckman, Köln 1568 (Digitalisat, Volltext).
  - George T. L. Chapman, Marilyn N. Tweddle, Frank McCombie (Hrsg.): William Turner: A New Herball. 2 Bände, Cambridge University Press, Cambridge 1996, ISBN 0-521-47768-9.
- The huntyng of the romyshe vuolfe. 1555 (Digitalisat).
- A new booke of spirituall physik for dyuerse diseases of the nobilitie and gentlemen of Englande. Emden 1555 (Digitalisat, Volltext).
- The hunting of the fox and the wolfe because they make hauocke of the sheepe of Christ Jesus. London ca. 1565 (Digitalisat, Volltext).
- A new boke of the natures and proporties of all wines […]. William Seres, London 1568 (Digitalisat, Volltext).